# Uppehållskort för en unionsmedborgares familjemedlem
Uppehållskort för en unionsmedborgares familjemedlem, eller enbart uppehållskort, är en särskild typ av uppehållshandling som en tredjelandsmedborgare som är familjemedlem till en unionsmedborgare kan erhålla om de avser att tillsammans uppehålla sig i mer än tre månader i en av medlemsstaterna inom Europeiska unionen, i vilken unionsmedborgaren inte själv är medborgare. Som familjemedlem räknas bland annat make eller maka, registrerad partner (om den mottagande medlemsstaten erkänner registrerat partnerskap som likvärdigt äktenskap), barn och barnbarn under 21 år samt underhållsberättigade föräldrar. Ett uppehållskort gäller i fem år eller under den planerade tiden för unionsmedborgarens vistelse, om den understiger fem år.
Uppehållskortet fastställer tredjelandsmedborgarens uppehållsrätt, det vill säga rätten att uppehålla sig i den medlemsstat där hans eller hennes familj är bosatt och att, tillsammans med en familjemedlem som är unionsmedborgare, resa och uppehålla sig i upp till tre månader i någon av de andra medlemsstaterna, utan några andra krav än innehav av en giltig resehandling (pass). I vissa medlemsstater kan det dock finnas krav på att unionsmedborgare och deras familjemedlemmar måste anmäla sin närvaro till nationella, regionala eller lokala myndigheter vid sådant uppehåll. En person med ett uppehållskort som utfärdats i något av Schengenländerna kan även röra sig visumfritt på egen hand för kortare vistelse (maximalt 90 dagar under en 180-dagarsperiod) inom Schengenområdet. Med ett giltigt uppehållskort stämplas inte innehavarens pass med in- eller utresestämplar vid gränskontroller.
För att erhålla ett uppehållskort måste tredjelandsmedborgaren uppvisa en giltig resehandling, en handling som styrker personens familjeanknytning till en unionsmedborgare samt eventuella andra handlingar som krävs för att påvisa att uppehållsrätt föreligger. De ansvariga myndigheterna måste utfärda uppehållskortet inom sex månader. Under den tiden får tredjelandsmedborgaren i fråga använda sig av ett intyg om inlämnad ansökan om uppehållskort.
Tredjelandsmedborgare som är familjemedlem till en unionsmedborgare och som genom uppehållsrätt har varit bosatt i en medlemsstat tillsammans med sin familj under en period av fem på varandra följande år har möjlighet att erhålla ett permanent uppehållskort, som fastställer innehavarens permanenta uppehållsrätt. Ett permanent uppehållskort gäller i tio år i taget och förnyas automatiskt. Det kan användas vid resa inom unionen på motsvarande sätt som ett vanligt uppehållskort.
Bestämmelserna om uppehållskort återfinns i rörlighetsdirektivet. Sedan den 2 augusti 2021 utfärdas alla uppehållskort och permanenta uppehållskort i enlighet med den enhetliga utformningen för uppehållstillstånd och liknar därmed till stora delar ett uppehållstillstånd, men är i formell mening en egen typ av uppehållshandling. Tidigare utfärdade uppehållskort fortsätter att gälla under den resterande delen av den period som de har utfärdats för, dock som längst till den 3 augusti 2026.